# 신의 왼손 악마의 오른손
신의 왼손 악마의 오른손(神の左手　悪魔の右手, God's Left Hand, Devil's Right Hand)은 일본에서 제작된 카네코 슈스케 감독의 2006년 공포 영화이다. 시부야 아스카 등이 주연으로 출연하였고 히라타 미키히코 등이 제작에 참여하였다.

## 출연

### 주연
- 시부야 아스카
- 고바야시 츠바사

### 조연
- 마에다 아이
- 시미즈 모모코
- 사아야
- 카데나 레온

## 제작진
- 원작자: 우메즈 카즈오
- 미술: 오이카와 하지메